# Involuce (matematika)
Involuce je v matematice taková funkce, která je sama sobě inverzním zobrazením. Tedy taková funkce {\displaystyle f}, která pro všechna {\displaystyle x} ze svého definičního oboru splňuje {\displaystyle f(f(x))=x}. Tato vlastnost zobrazení se nazývá involutornost.

## Vlastnosti
Každá involuce je nutně vzájemně jednoznačné zobrazení, jedná se tedy o permutaci dané množiny.
Počet možných involucí na konečné množině závisí na její mohutnosti a Heinrich August Rothe odhalil v roce 1800 rekurentní vztah, který udává počet možných involucí n-prvkové množiny:
{\displaystyle a_{0}=a_{1}=1}
{\displaystyle a_{n}=a_{n-1}+(n-1)a_{n-2}} pro {\displaystyle n>1}
Pro {\displaystyle n=0,1,\dots } jsou počáteční hodnoty této posloupnosti 1, 1, 2, 4, 10, 26, 76, 232. V rámci encyklopedie celočíselných posloupností má tato posloupnost označení A000085.

## Příklady
Řada jednoduchých a důležitých příkladů involucí je v geometrii, jedná se například o osovou souměrnost nebo středovou souměrnost nebo rotace of 180°. Obecně involutorní shodnost ve vícerozměrných eukleidovských prostorech je souměrnost podle podprostoru. Involucí je také kruhová inverze.
V aritmetice (respektive obecněji v algebře) je involucí zobrazení na inverzní prvek, tedy v případě sčítání zobrazení přiřazující číslu opačné číslo, v případě násobení (ovšemže pouze pro invertibilní prvky) převrácená hodnota.
Pro komplexní čísla je příkladem involuce operace (komplexního) sdružení.
Pro množiny matic je involuce transpozice a hermitovská transpozice. Matice, která je hermitovská a zároveň unitární reprezentuje involutivní lineární zobrazení.
Jednoduchými příklady z informatiky jsou „šifra“ ROT13 a bitová operace exkluzivní disjunkce s konstantou.